# Hurry Sundown
| Recensione | Giudizio |
| ---------- | -------- |
| AllMusic   |          |

Hurry Sundown è il terzo album degli Outlaws, pubblicato dalla Arista Records nel 1977. Il disco fu registrato (e mixato) al Bayshore Recording Studios di Coconut Grove, Florida (Stati Uniti).

## Tracce
Lato A
1. Gunsmoke – 4:19 (Henry Paul, Monte Yoho)
2. Hearin' My Heart Talkin' – 4:11 (Walt Meskell, Tim Martin)
3. So Afraid – 3:17 (Harvey Dalton Arnold)
4. Holiday – 4:03 (Billy Jones)
5. Hurry Sundown – 4:05 (Hughie Thomasson)

Lato B
1. Cold and Lonesome – 3:19 (Harvey Dalton Arnold)
2. Night Wines – 4:52 (Billy Jones)
3. Heavenly Blues – 3:48 (Billy Jones)
4. Man of the Hour – 6:13 (Hughie Thomasson, Billy Jones)

## Formazione
- Billy Jones - chitarra elettrica solista, chitarra acustica, voce
- Hughie Thomasson - chitarra elettrica solista, chitarra acustica, banjo, chitarra pedal steel, voce
- Henry Paul - chitarre, voce
- Harvey Dalton Arnold - basso, voce
- Monte Yoho - batteria

Ospiti
- Joe Vitale - sintetizzatore A.R.P., arrangiamenti strumenti a corda
- Manual Labour - percussioni[1][4]